# Moutiers (Meurthe i Mozela)
Moutiers – miejscowość i gmina we Francji, w regionie Grand Est, w departamencie Meurthe i Mozela.
Według danych na rok 1990 gminę zamieszkiwało 2036 osób, a gęstość zaludnienia wynosiła 299 osób/km² (wśród 2335 gmin Lotaryngii Moutiers plasuje się na 210. miejscu pod względem liczby ludności, natomiast pod względem powierzchni na miejscu 849.).